# Packis

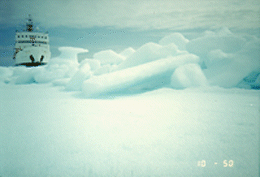
En isbrytare åker genom packis.

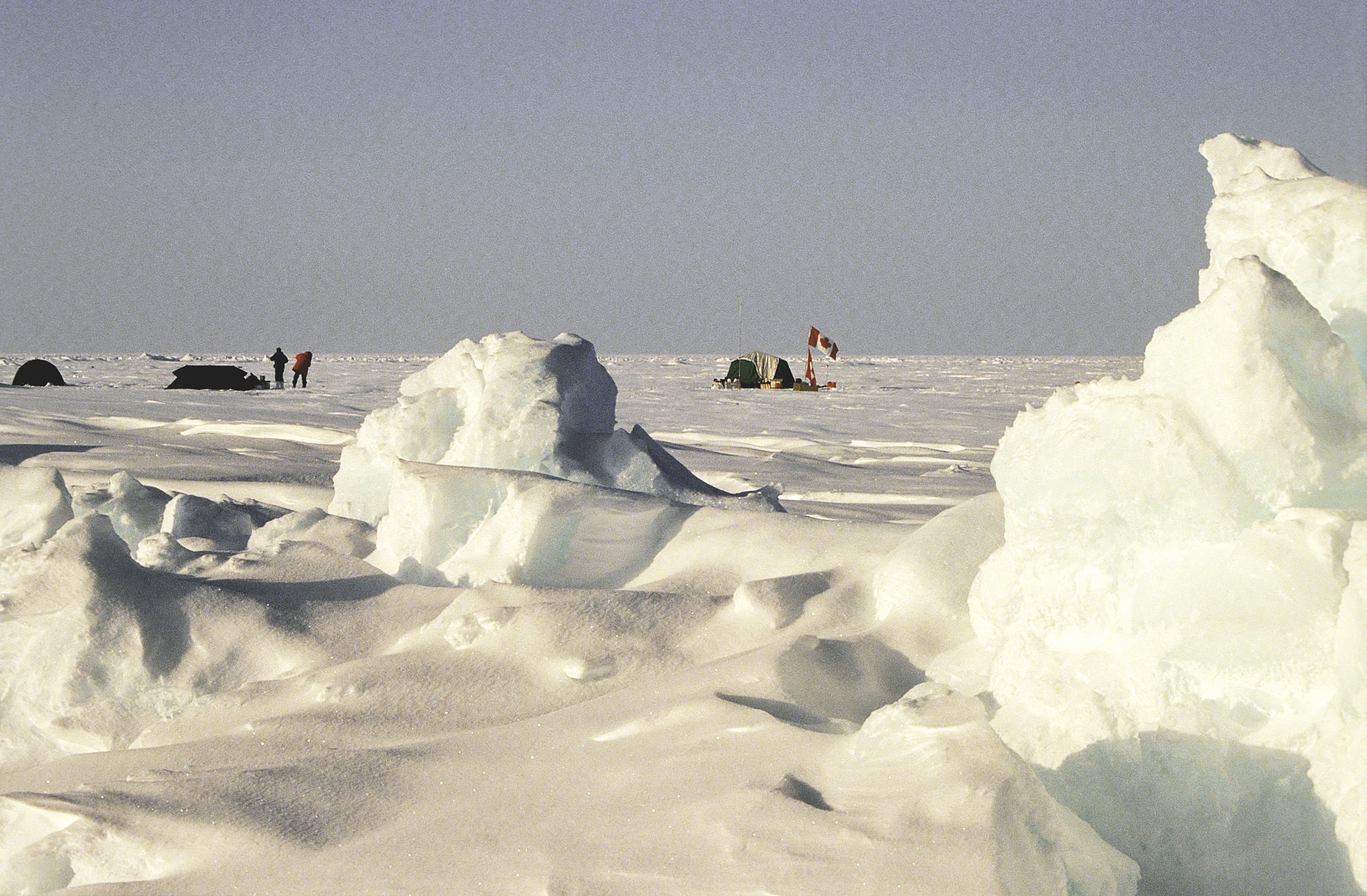
Packis vid den geografiska nordpolen. Havisen är 2,5 meter tjock. 19 april 1990.

Packis är sammanhängande is som förekommer i både arktiska och antarktiska farvatten som genom vindens och vågornas påverkan brutits sönder och packats ihop så att isflak hamnat på varandra eller kantställts. I polarområdena finns packisfält som kan bli över 7 m höga och 2 000 km2 stora. Vid isranden kan också uppstå så kallade stampvallar om det är sjögång.
I Arktis och Antarktis omges långa kuststräckor av breda bälten av packis, exempelvis vid Novaja Zemlja, Vitön och vid större delen av Grönland. I Antarktis omges i princip hela fastlandskusten av packis, ett undantag är Rosshavet, som dock skyddas av ett yttre isbälte. Bältena av is täcker större ytor på vintern. Även i svenska farvatten uppstår packis, och under svåra vintrar kan det i Bottniska viken förekomma upp till 5 m tjocka packisvallar.
Packis utgör ett stort hinder för sjöfart, och även moderna isbrytare kan ha svårt att forcera den.

## Packis och shelfis
Packis skall inte förväxlas med shelfis. Den senare utgörs av tjocka glaciäristäcken som är fast förenade med isen på land eller med drivis (lösbrutna isstycken som i större massor driver fram i vattnen).